# Cantón de Damville
El cantón de Damville era una división administrativa francesa, que estaba situada en el departamento de Eure y la región de Alta Normandía.

## Composición
El cantón estaba formado por dieciséis comunas:
- Avrilly
- Buis-sur-Damville
- Chanteloup
- Corneuil
- Damville
- Gouville
- Grandvilliers
- Le Roncenay-Authenay
- Le Sacq
- Les Essarts
- L'Hosmes
- Manthelon
- Roman
- Sylvains-les-Moulins
- Thomer-la-Sôgne
- Villalet

## Supresión del cantón de Damville
En aplicación del Decreto nº 2014-241 de 25 de febrero de 2014, el cantón de Damville fue suprimido el 22 de marzo de 2015 y sus 16 comunas pasaron a formar parte del nuevo cantón de Verneuil-sur-Avre.